# Edith Jørgensen
Edith Jørgensen blev i 1926 Danmarks første skønhedsdronning. Hun var tidligere danserinde ved Pantomimeteatret i Tivoli.
Edith Jørgensen, ”Frøken Aarhus”, kåredes til "Frøken Danmark" ved et stævne 1. august 1926 på Marienlyst ved Helsingør og vandt 1000 kroner.